# Stung Treng (Provinz)
Stung Treng (Khmer ខេត្តស្ទឹងត្រែង, Umschrift: Stœ̆ng Trêng) ist eine Provinz im Nordosten Kambodschas an der Grenze zu Laos.
Provinzhauptstadt ist die gleichnamige Stadt Stung Treng. 

## Verwaltung
Stung Treng ist in fünf Bezirke unterteilt:
| Geocode | Khmer     | Bezirksnamen  |
| ------- | --------- | ------------- |
| 1901    | ស្រុកសេសាន    | Sesan         |
| 1902    | ស្រុកសៀមបូក   | Siem Bouk     |
| 1903    | ស្រុកសៀមប៉ាង   | Siem Pang     |
| 1904    | ស្រុកស្ទឹងត្រែង | Stueng Traeng |
| 1905    | ស្រុកថាឡាបរិវ៉ាត់ | Thala Barivat |

## Statistik
Die Provinz hat 165.713 Einwohner (Stand: Zensus 2019) auf einer Fläche von 11.092 km². 2017 betrug die Einwohnerzahl 138.700.